# Myrmecolaelia fuchsii
Myrmecolaelia fuchsii là một loài thực vật có hoa trong họ Lan. Loài này được Hamer ex J.M.H.Shaw mô tả khoa học đầu tiên năm 2004.